# ناتو (مجموعه نمایش خانگی)
ناتو یک مجموعهٔ نمایش خانگی در سبک رئالیتی شو به تهیه کنندگی و کارگردانی مهدی صفی‌یاری است. در این برنامه چند بازیکن حضور دارند که در طول مسابقه ای ۱۰ پرسش خنده‌دار از آنها پرسیده می‌شود و بازیکنان با هم به پاسخ درست برسند. از میان این بازیکنان، یک نفر نقش «ناتو» را برعهده دارد. ناتو کسی است که جواب تمام سوالات را از قبل می‌داند. به غیر هدایتگر مخفی بازی و بازیکنی که نقش ناتو را ایفا می‌کند هیچ‌کس حتی مجری برنامه، از هویت این بازیکن اطلاعی ندارد.

## قوانین و برگزاری

### قوانین کلی[۲]
در هر قسمت این بازی ۵ یا ۶ کننده حضور دارند که بین آنها یک نفر ناتو است.
در طول بازی و در ۱۰ مرحله، یک خصیصه یا حقیقت از زندگی ناتو توسط گرداننده اعلام می‌شود. بعد از اعلام هر خصیصه، سؤالی با ۵ گزینه برای بازیکنان مطرح می‌شود؛ ناتوی بازی از قبل جواب تمامی سؤالات را گرفته است و پاسخ صحیح تمامی ۱۰ سؤال را می‌داند! بازیکنان باید با همفکری یکدیگر گزینه صحیح را بیابند تا با پاسخ‌های صحیح، مبلغ جایزه را بالاتر ببرند. ناتو نیز باید در رسیدن به جواب صحیح کمک کند، چون در نهایت بازی برنده ناتو باشد، تمامی مبلغ جایزه جمع شده به او می‌رسد اما اگر ناتو شکست بخورد، جایزه بین بقیهٔ بازیکنان تقسیم می‌شود. همچنین در طول بازی، برخی از بازیکنان توسط ناتو حذف می‌شوند، خود ناتو حذف نمی‌شود و تا در پایان بازی به‌همراه ۲ نفر دیگر در بازی باقی می‌ماند.
این بازی یک هدایتگر مخفی دارد! به غیر از ناتو و این هدایتگر مخفی، هیچ‌کس دیگری حتی گرداننده بازی از پاسخ صحیح سؤالات و اینکه ناتو کدام بازیکن است خبر ندارد. این هدایت‌گر مخفی با گرداننده در ارتباط است تا اطلاعات لازم (در زمان اعلام بازیکن حذف شده، پاسخ صحیح سؤال در موقع درخواست راهنمایی توسط بازیکنان) به او داده شود.

### نحوه برگزاری
این بازی تاکنون در ۲ روش برگزار شده است.

#### روش اول (قسمت ۱ تا ۶)
- بازی با حضور ۶ بازیکن انجام می‌شود که یکی از آنها ناتو است.
- در ۱۰مرحله، یکی از خصیصه‌های ناتو توسط گرداننده بازی خوانده می‌شود و بعد از خواندن هر خصیصه، یک سؤال ۵گزینه ای مطرح می‌شود.
- از ابتدا مبلغ جایزه ۵۰ میلیون تومان است که با هر پاسخ درست به سوالات، ۵میلیون تومان به جایزه اضافه و با هر پاسخ اشتباه به سوالات، ۵میلیون تومان از جایزه کسر می‌شود. حداکثر جایزه نیز ۱۰۰ میلیون تومان است.
- همچنین بازیکنان در طول بازی می‌توانند از گرداننده درخواست کمک داشته باشند تا با حذف گزینه به آنها کمک کند.
- بعد از مطرح شدن سوال‌های سوم، ششم و هشتم، تمامی شرکت کنندگان دست به قلم می‌شوند، ناتوی بازی نام کسی که می‌خواهد از بازی حذف کند را می‌نویسد و بقیه بازیکنان هم نام بازیکنی که ظن به ناتو بودن آن را دارند خواهند نوشت. بعد از بررسی نوشتهٔ ناتو توسط هدایتگر مخفی بازی، بازیکن حذف شده به گرداننده اعلام و او نیز به بازیکنان شخص حذف شده را معرفی می‌کند. بازیکن حذف شده از جمع خارج و به اتاق حذف شده ها منتقل می‌شود و بازی ادامه پیدا می‌کند.
- بعد از پایان ۱۰ سؤال و اعلام ۱۰ خصیصه، به ۳بازیکن باقی مانده یک تخته و کچ داده می‌شود، بازیکنان باید نام ناتو را بنویسند، خود ناتو نیز با نوشتن نام بازیکنی که می‌تواند گزینهٔ ناتویی شخص سوم باشد، می‌تواند عملیات فریب را آغاز کند تا خود برنده بازی شود.
- با اعلام گرداننده هر ۳ بازیکن تخته را برمی‌گردانند، بازیکنی که توسط ۲نفر دیگر نامش نوشته شده باشد می‌تواند از خود دفاع کند.
- هر بازیکن فقط یکبار می‌تواند نظر خود را تغییر دهد.
- بعد از اینکه بازیکنان نظر نهایی خود را ثبت کنند، گرداننده از ناتوی بازی می‌خواهد که بایستد
- اگر نام ناتو توسط ۲ بازیکن دیگر نوشته شده باشد، ناتو بازی را باخته است.
- اگر ناتو و یکی از بازیکنان نام نفر سوم را نوشته باشند، ناتو بازی را برده است.

#### روش دوم (قسمت ۷ تاکنون)
این روش همانند روش اول می‌باشد که در بعضی قسمت‌هایش تغییراتی اضافه شده است.
- بازی با حضور ۵ بازیکن انجام می‌شود که یکی از آنها ناتو است.
- در ۱۰ مرحله، یکی از خصیصه‌های ناتو توسط گرداننده بازی خوانده می‌شود و بعد از خواندن هر خصیصه، یک سؤال ۵گزینه ای مطرح می‌شود.
- از ابتدا مبلغ جایزه صفر است که با هر پاسخ درست به سوالات، ۱۰میلیون تومان به جایزه اضافه می‌شود و با هر پاسخ اشتباه به سوالات، مبلغی از جایزه کسر نمی‌شود. حداکثر جایزه نیز همچنان ۱۰۰ میلیون تومان است.
- بازیکنان در طول بازی، ۳ بار می‌توانند از گرداننده درخواست کمک داشته باشند تا با حذف گزینه به آنها کمک کند؛ برخلاف روش قبلی که این راهنمایی به صورت رایگان بود، در این روش حذف گزینه‌ها با اجرای یک چالش متفاوت که گرداننده آن را طرح می‌کند میسر است! برخی از چالش‌ها گروهی اند و همه باید انجامش دهد و گاهی نیز فردی است.
- بعد از مطرح شدن سوال‌های پنجم و هشتم، یکی از بازیکنان توسط ناتو حذف می‌شود، بازیکن حذف شده از جمع خارج و به جایگاه حذف شده ها می‌رود و بازی ادامه پیدا می‌کند.
- مرحلهٔ نهایی بازی نیز همانند روش اول اجرا می‌شود.

### برنده‌های بازی
- در پایان بازی اگر ناتو برنده شود، تمامی مبلغ جمع شده را تصاحب می‌کند.
- در پایان بازی اگر ناتو بازنده شود، مبلغ جمع شده بین دوبازیکن باقی مانده تقسیم می‌شود. بازیکنان حذف شده توسط ناتو نیز درصورتیکه اولین حدسشان درست بوده باشد، در جایزه سهیم می‌شوند.

## لیست نتایج[۱]
| بازی | بازی       | بازیکنان حذفی   | بازیکنان حذفی   | بازیکنان حذفی | بازیکنان نهایی | بازیکنان نهایی | بازیکنان نهایی | بازیکنان نهایی |
| گروه | فصل و قسمت | بازیکن۱         | بازیکن۲         | بازیکن۳       | بازیکن۴        | بازیکن۵        | ناتوی بازی     | مبلغ جمع شده   |
| ---- | ---------- | --------------- | --------------- | ------------- | -------------- | -------------- | -------------- | -------------- |
| ۱    | ۱–۱        | شهرزاد کمال‌زاده | هومن برق نورد   | بهنام تشکر    | سیما تیرانداز  | امیرحسین رستمی | متین ستوده     | ۶۰٫۰۰۰٫۰۰۰     |
| ۱    | ۱–۲        | متین ستوده      | شهرزاد کمال‌زاده | سیما تیرانداز | بهنام تشکر     | امیرحسین رستمی | هومن برق‌نورد   | ۹۰٫۰۰۰٫۰۰۰     |
| ۱    | ۱–۳        | هومن برق نورد   | شهرزاد کمال‌زاده | سیما تیرانداز | بهنام تشکر     | متین ستوده     | امیرحسین رستمی | ۷۰٫۰۰۰٫۰۰۰     |
| ۲    | ۱–۴        | یلدا عباسی      | شبنم قلی خانی   | امیرحسین صدیق | شهاب عباسی     | شهرام قائدی    | مجید افشاری    | ۵۰٫۰۰۰٫۰۰۰     |
| ۲    | ۱–۵        | شهرام قائدی     | شبنم قلی خانی   | امیرحسین صدیق | مجید افشاری    | یلدا عباسی     | شهاب عباسی     | ۷۰٫۰۰۰٫۰۰۰     |
| ۲    | ۱–۶        | شبنم قلی خانی   | شهاب عباسی      | مجید افشاری   | امیرحسین صدیق  | شهرام قائدی    | یلدا عباسی     | ۵۵٫۰۰۰٫۰۰۰     |

نام برندگان هر قسمت به صورت پررنگ نمایش داده شدند.
| بازی | بازی       | بازیکنان حذفی  | بازیکنان حذفی    | بازیکنان نهایی   | بازیکنان نهایی | بازیکنان نهایی   | بازیکنان نهایی |
| گروه | فصل و قسمت | بازیکن۱        | بازیکن۲          | بازیکن۳          | بازیکن۴        | ناتوی بازی       | مبلغ جمع شده   |
| ---- | ---------- | -------------- | ---------------- | ---------------- | -------------- | ---------------- | -------------- |
| ۳    | ۱–۷        | محیا دهقانی    | مهران غفوریان    | سیدجواد رضویان   | بیتا سحرخیز    | باربد بابایی     | ۸۰٫۰۰۰٫۰۰۰     |
| ۳    | ۱–۸        | بیتا سحرخیز    | باربد بابایی     | محیا دهقانی      | سیدجواد رضویان | مهران غفوریان    | ۷۰٫۰۰۰٫۰۰۰     |
| ۳    | ۱–۹        | بیتا سحرخیز    | باربد بابایی     | محیا دهقانی      | مهران غفوریان  | سیدجواد رضویان   | ۶۰٫۰۰۰٫۰۰۰     |
| ۴    | ۱–۱۰       | مجید آقاکریمی  | کامران تفتی      | شقایق دهقان      | هادی کاظمی     | کمند امیرسلیمانی | ۷۰٫۰۰۰٫۰۰۰     |
| ۴    | ۲–۲        | شقایق دهقان    | مجید آقاکریمی    | کمند امیرسلیمانی | هادی کاظمی     | کامران تفتی      | ۸۰٫۰۰۰٫۰۰۰     |
| ۴    | ۲–۵        | شقایق دهقان    | کمند امیرسلیمانی | مجید آقاکریمی    | کامران تفتی    | هادی کاظمی       | ۷۰٫۰۰۰٫۰۰۰     |
| ۵    | ۱–۱۱       | بیژن بنفشه‌خواه | شیدا یوسفی       | یوسف تیموری      | آشا محرابی     | رضا داوودنژاد    | ۶۰٫۰۰۰٫۰۰۰     |
| ۵    | ۱–۱۲       | رضا داوودنژاد  | یوسف تیموری      | بیژن بنفشه‌خواه   | شیدا یوسفی     | آشا محرابی       | ۹۰٫۰۰۰٫۰۰۰     |
| ۵    | ۱–۱۳       | آشا محرابی     | شیدا یوسفی       | بیژن بنفشه‌خواه   | رضا داوودنژاد  | یوسف تیموری      | ۸۰٫۰۰۰٫۰۰۰     |
| ۶    | ۲–۱        | فقیهه سلطانی   | امیرحسین مدرس    | وحید آقاپور      | نصرالله رادش   | رزیتا غفاری      | ۷۰٫۰۰۰٫۰۰۰     |
| ۶    | ۲–۷        | رزیتا غفاری    | فقیهه سلطانی     | نصرالله رادش     | امیرحسین مدرس  | وحید آقاپور      | ۸۰٫۰۰۰٫۰۰۰     |
| ۶    | ۲–۹        | وحید آقاپور    | فقیهه سلطانی     | نصرالله رادش     | رزیتا غفاری    | امیرحسین مدرس    | ۸۰٫۰۰۰٫۰۰۰     |
| ۷    | ۲–۳        | حسین مهری      | هلیا امامی       | علی صبوری        | ایمان صفا      | مهسا طهماسبی     | ۷۰٫۰۰۰٫۰۰۰     |
| ۷    | ۲–۶        | هلیا امامی     | مهسا طهماسبی     | ایمان صفا        | حسین مهری      | علی صبوری        | ۸۰٫۰۰۰٫۰۰۰     |
| ۷    | ۲–۸        | مهسا طهماسبی   | حسین مهری        | هلیا امامی       | علی صبوری      | ایمان صفا        | ۸۰٫۰۰۰٫۰۰۰     |
| ۸    | ۲–۴        | پریا صادقی     | سارا قادری       | پژمان علیپور     | امید ماهر      | احسان کریمی      | ۸۰٫۰۰۰٫۰۰۰     |

نام برندگان هر قسمت به صورت پررنگ نمایش داده شدند.

## پخش
پخش فصل این مجموعه از ۴ اردیبهشت ۱۴۰۲ آغاز و در ۲۶ تیر ۱۴۰۲ در ۱۳ قسمت به پایان رسید.
فصل دوم این مجموعه نیز در ۹ قسمت از ۱۳ آذر ۱۴۰۲ تا ۱۰ بهمن ۱۴۰۲ انتشار یافت.
این برنامه دوشنبه‌ها به صورت اختصاصی در شبکه نمایش خانگی توسط فیلم نت منتشر می‌شود.

## سایر عوامل
| سمت                         | نام عوامل          |
| --------------------------- | ------------------ |
| کارگردان تلویزیونی          | محمدرضا مجد        |
| تدوین                       | محمدرضا مجد        |
| مجری طرح                    | محمدحسین مجد       |
| دستیار کارگردان و برنامه‌ریز | درسا شیرازی        |
| دستیار کارگردان و برنامه‌ریز | کتایون فتحعلی      |
| طراح صحنه و لباس            | کامیاب امین عشایری |
| طراح نور                    | سروش حضرتی         |
| مدیر تصویربرداری            | محسن نجفی          |
| مدیر صدابرداری              | مسیح سراج          |
| مدیر تولید                  | مهدی ایمانی        |
| طراحی سؤال                  | هادی فیروزیان      |
| موسیقی و طراحی صدا          | عیسی حبیب زاده     |
| طراح گریم                   | ساچلین مهدیلو      |
| طراح جلوه‌های بصری           | محدثه کلاتهائی     |
| عکاس                        | کوروش جوان         |

## انتشار
این مجموعه به صورت اختصاصی از پلتفرم فیلم نت منتشر شده است.